# جسر الرقة
جسر الرقة (الرشيد) تقع أهمية الجسر كونه يربط مدينة الرقة بريفها الجنوبي والغربي ومناطق الداخل السوري. يعتبر أهم الجسور على نهر الفرات.
أثناء الحرب تدمر الجسر بشبه كامل وفي 2024/6/6 في وسط فرحة أهالي الرقة تم اعادة فتح الجسر بعد أعمال الصيانة اللازمة له وعاد من جديد لخدمة المنطقة.

## الموقع
يقع الجسر في الجنوب الغربي لمدينة الرقة، وهو صلة وصل بين المدينة والريف الغربي والجنوبي.

## البناء
بني الجسر في فترة الستينات حيث تم بدء العمل به 1963/1/15 والانتهاء 1965 بطول يبلغ 525 مترًا، وعرض 12 متراً، وكان يعتبر حلقة الوصل الأهم بين الرقة والمدن السورية الأخرى.